# Penny Arcade
Penny Arcade er en onlinetegneserie skrevet af Jerry Holkins og illustreret af Mike Krahulik. Den fokuserer primært på videospil, videospilsindustrien og nørdkulturen. Ved alle tegneseriestriberne medfølger altid et blogindlæg.
Penny Arcade er blandt verdens mest populære onlinetegneserier, der handler om videospil.[kilde mangler] Desuden har personerne bag tegneserien både startet deres egen velgørenhedsorganisation kaldet Child's Play og deres egen videospilskonference kaldet PAX (Penny Arcade Expo).
Tegneserien debuterede 18. november 1998 som en vigtig del af videospilshjemmesiden 'loonygames'. Jerry og Mike startede i slutningen af 1999, året efter deres debut, deres egen side, og siden da er tegneserien jævnligt blevet opdateret med nye striber mandag, onsdag og fredag.

## Hovedpersoner

### Johnathan "Gabe" Gabriel
Mike Krahulik’s alter ego i tegneserien er energisk og frisindet, men har tilbøjelighed til at blive aggressiv. Han har en Pac-Man tatovering på sin højre arm, såvel som en tatovering på ryggen for at ære nedlukningen af spilfirmaet SNK. Han har næsten altid en gul Pac-Man t-shirt på og i en af stiberne nævnte hanm at han bar glasøje. (Dog har der ikke senere været nogen referencer til det). Han er diabetiker, men fortsætter dog stadig med at indtage store mængder af sukkerholdige produkter. Imodsætning til Tychos store ordforåd, anvender Gabe for det meste små simple sætninger. Mike Krahulik har for at ære figuren, givet navnet Gabriel til sin søn.

### Tycho Erasmus Brahe
Jerry Holkins tegneserie alter ego(opkaldt efter den danske astronom Tycho Brahe) er ofte gnaven og sarkastisk. Han går næsten altid rundt iført en blåstribet sweater. Han elsker bøger, rollespil, lange ord og at nedgøre Gabes ego. Han er en hysterisk fan af Harry Potter. Selvom han gennem tegneserien giver udtryk for at være ekstremt intelligent, fortæller han flere gange om hvordan hans mor udøvede vold mod ham som barn og beskyldt ham for at være skyld i hans forældres skilsmisse pga. Tychos krop ”flød med ondskab”(det har dog senere vidst sig bare at være puberteten). Han har gennem tegneserien givet udtryk for at have en hemmelig seksuel tiltrækning for dyr. 